# Volodymyr Ivachko
Volodymyr Antonovitch Ivachko (russe : Владимир Антонович Ивашко, ukrainien : Володимир Антонович Івашко) (Poltava, 28 octobre 1932 – Moscou, 13 novembre 1994) est un homme politique soviétique ukrainien. Il est brièvement secrétaire général du Parti communiste de l'Union soviétique (PCUS) entre le 24 et le 29 août 1991. À cette période, l'Union des républiques socialistes soviétiques était sur le point de s'effondrer.

## Biographie
Sorti de l'Institut minier de Kharkiv, Volodymyr Ivachko est candidat ès sciences économiques et maître de conférences, professeur d'université en 1962-1973. Il est membre du PCUS depuis 1960.
Il entame une carrière politique en 1973 comme secrétaire du comité du parti communiste pour l'oblast de Kharkiv et secrétaire du comité central du parti communiste de la RSS d'Ukraine.
Au mois de septembre 1989, il devient le secrétaire général du Parti communiste d'Ukraine, succédant à ce poste à Volodymyr Chtcherbytskiï.
Il fut élu le 11 juillet 1990 au poste de secrétaire général adjoint du PCUS.
Il fut également le secrétaire général du Parti communiste d'Ukraine en 1989-1990 et président du soviet suprême de la République socialiste soviétique d'Ukraine en 1990.
Ivashko est décédé le 13 novembre 1994 à l'âge de 62 ans des suites d'une longue maladie. Il est enterré au cimetière no 2 de Kharkiv.